# بول هنتر
بول آلان هنتر (بالإنجليزية: Paul Hunter)‏ (مواليد 14 أكتوبر 1978 - الوفاة 9 أكتوبر 2006)، لاعب سنوكر إنجليزي.

## السيرة الذاتية
ولد في مدينة ليدز في بريطانيا 14 أكتوبر 1978 بريطاني الأصل وتلقى تعليمه في مدرسة سانت أندروز الابتدائية والثانوية الكاردينال هينان . كان يمارس السنوكر لساعات طويله ومع بعض التشجيع من قبل الأهل والأصدقاء أصبح هنتر موهوباً , سافر كثير من الأحيان إلى برادفورد لممارسة السنوكر جنبا إلى جنب مع جونسون في سن الـ 12 وفاز بالعديد من البطولات للناشئين ويبلغ من العمر 14 فاز في بطولة الزوجي الإنجليزية مع ريتشارد بروك . وبمساعدة من لاعبي السنوكر المحترفين السابقين ( ميتشي وجو جنوسون ) أدلى هنتر أول ظهور له بين المهنيين في يوليو 1995 في سن الـ 16.

## 1995 - 2000
بعد أشهر من مشواره مع الاحتراف وصل هنتر إلى الجولة الثانية من بطولة المملكة المتحدة عام 1995 بفوزه على آلان مكمانوس  ومتابعاً ذلك الإنجاز قبل أن يصبح اصغر لاعب يصل إلى الدور قبل النهائي لحدث رفيع عندما وصل إلى الدور نصف النهائي من عام 1996 في بطولة ويلز المفتوحة في سن الـ 17 عاماً وثلاث أشهر .أيضا في عام 1996 وصل إلى الدور ربع النهائي من بطولة المملكة المتحدة . تم تغريمه بـ 4550 £ بعد ثبوت تعاطيه الحشيش في عام 1997 وكان أول انتصار له جاء في عام 1998 في بطولة ويلز المفتوحة حيث هزم سبعة لاعبين لرفع اللقب والمطالبة بـ 60,000 £ . بعد موسم 2000 / 1999 في التصفيات العالمية عام 2001/2000 وصل إلى الدور ربع النهائي وكان مركزه الوصيف في بطولة ويلز المفتوحة وبلغ نصف النهائي في البطولة بريطانيا المفتوحة والإسكتلندية المفتوحة وإلى دور الثمانية في سباق الجائزة الكبرى والصين المفتوحة .

## 2000 - 2005
في عام 2001، وصل إلى المباراة النهائية في ويمبلي للمرة الأولى وجاءت إلى فوز فيرجال أوبراين 7-3.
فاز في بطولة ويلز المفتوحة مرة أخرى في عام 2002 وبطولة بريطانيا المفتوحة في وقت لاحق من ذلك العام.
عندما تم الإعلان عن تشخيص السرطان في نيسان 2005، وعد هنتر جمهوره بأنه سيكون مثل «عنيد وإيجابية» في معركته ضد المرض كما أنه كان طوال حياته المهنية السنوكر.
على الرغم من المعاناة من ألم كبير وكذلك الخدر في الأطراف، وقال انه تنافس بشجاعة على حلبة طوال موسم 2005/06. وأعلن في وقت لاحق رغبته في أخذ قسط من الراحة من السنوكر من أجل الحصول على مزيد من العلاج.
تم تشخيص هنتر في وقت سابق مع أورام الغدد الصماء العصبية، وهو شكل نادر من السرطان الذي يسبب الأورام بطيئة النمو في بطانة من الجسم لتطلق كميات زائدة من الهرمونات.
خضع لعدة دورات من العلاج الكيميائي الصعبة أملا في ضرب هذا المرض، ولكن من دون جدوى. ترك وراءه زوجة هنتر ليندسي وابنته ايفي روز، التي ولدت في عام 2005.

## 2006
توفي هنتر مساء يوم 9 أكتوبر 2006 -في دار العجزة كيركوود في هدرسفيلد قبل خمسة أيام من عيد ميلاده.
أدت وفاة بول هنتر شعبية الحزن الهائل للعالم السنوكر والرياضة البريطانية.

## الروابط الخارجية
- بول هنتر على موقع CueTracker.net (الإنجليزية)
- بول هنتر على موقع بطولة العالم للسنوكر (الإنجليزية)
- بول هنتر على موقع اللجنة الأولمبية الصينية (الإنجليزية)

http://www.worldsnooker.com/page/PastPlayersArticle/0,,13165~2234091,00.html